# Május 28.
Május 28. az év 148. (szökőévben 149.) napja a Gergely-naptár szerint. Az évből még 217 nap van hátra.
Névnapok: Csanád, Emil + Agmánd, Ágost, Ágosta, Ágoston, Agrippa, Bod, Elmira, Germán, Kara, Karád, Karcsa, Karsa, Lucián, Perjámos, Uránia, Vilhelma, Vilhelmina, Viliam, Vilma, Vilmos

## Események
- I. e. 585 – Napfogyatkozás. A médek és lüdök öt éve tartó háborúskodása Kis-Ázsiában emiatt szakad félbe.
- 1448 – A Trois Fontaines elveszti anyaapáti jogát a szentgotthárdi apátság felett, ami 1184 óta birtokolt. Ezt a stájerországi reini apátság nyeri el.
- 1742 – Megnyitják a világ első fedett uszodáját Londonban.
- 1867 – A Magyarország című kormánypárti lap e napi számában megjelenik Kossuth Lajosnak Deák Ferenchez írott – a történelemben Cassandra-levélként ismert – nyílt levele.
- 1871 – A Versailles-i kormány (Adolphe Thiers miniszterelnök) csapatai elfoglalják Párizst, leverik a párizsi kommünt, az elfogott kommünárdokat kivégzik.
- 1937 – Neville Chamberlain alakít kormányt az Egyesült Királyságban.
- 1940 – A második világháborúban Németország elfoglalja Belgiumot – III. Lipót király feltétel nélkül kapitulál.
- 1964 – Jeruzsálemben a Palesztin Nemzeti Kongresszus megalakítja a PFSZ-t.
- 1977 – Szélsőbaloldali puccskísérlet Angolában.
- 1987 – Mathias Rust a 19 éves német sportrepülő Cessna-172 típusú gépével kijátssza a szovjet légvédelmet és leszáll Moszkvában a Vörös térre.
- 2000 – Till Tamás-gyilkosság
- 2002 – a Mars Odyssey űrszonda nagy mennyiségű hidrogént talál a Marson
- 2011 – Megnyílik a Kárpát-medence első rockmúzeuma, a P. Mobil Rockmúzeum Nyitragerencséren.

## Sportesemények
Formula–1
- 1989 –  mexikói nagydíj, Mexikóváros - Győztes: Ayrton Senna  (McLaren Honda)
- 1995 –  monacói nagydíj, Monte Carlo - Győztes: Michael Schumacher  (Benetton Renault)
- 2006 –  monacói nagydíj, Monte Carlo - Győztes: Fernando Alonso  (Renault)
- 2017 –  monacói nagydíj, Monte Carlo - Győztes: Sebastian Vettel  (Ferrari Carrera)

## Egyéb
- 1978 – Borsodnádasdon napi minimum hőmérsékleti rekordot mértek, -0,8 °C volt.[1]
- 2008 – Szegeden 34,1 °C-ot mértek, amely napi hőmérsékleti rekord.

## Születések
- 1524 – II. Szelim az Oszmán Birodalom 11. szultánja († 1574)
- 1602 vagy 1604 – Brandenburgi Katalin erdélyi fejedelem, Bethlen Gábor második felesége († 1644)
- 1641 – Johann Weichard von Valvasor szlovén történész, geográfus († 1693)
- 1692 – Joseph Butler angol teológus és filozófus († 1752)
- 1738 – Joseph Ignace Guillotin francia orvos, aki a nyaktilót (guillotint) ajánlotta, mint kevésbé fájdalmas kivégzési módszert 1789-ben. († 1814)
- 1800 – Gyenes Mihály ügyvéd, városi mérnök, az első kecskeméti közpark megálmodója († 1868)
- 1807 – Louis Agassiz svájci születésű paleontológus, glaciológius, geológus († 1873)
- 1821 – Szuper Károly magyar színész, Petőfi Sándor egykori színigazgatója († 1892)
- 1837 – Kulifay Elek magyar református lelkész, egyházszervező († 1912)
- 1872 – Horger Antal nyelvész, egyetemi tanár, az MTA tagja († 1946)
- 1877 – Makszimilian Alekszandrovics Volosin, orosz festő, költő, író, antropozófus († 1932)
- 1884
  - Edvard Beneš cseh politikus, a Beneš-dekrétumok kibocsátója († 1948)
  - Kühnel Márton vállalkozó és feltaláló, madárbarát († 1961)
- 1886 – Körmendy Kálmán magyar színész († 1920)
- 1892 – Josef Dietrich az SS és a Waffen-SS tábornoka († 1966)
- 1895 – Erdélyi Mihály magyar színész, színházigazgató, színpadi szerző, rendező és balettmester († 1979)
- 1899 – Pethes Sándor magyar színész, komikus († 1981)
- 1901 – Zelcsényi Géza magyar földmérő mérnök, feltaláló, informatikus († 1974)
- 1904 – Svéd Sándor Kossuth-díjas magyar operaénekes, bariton († 1979)
- 1906 – Gádor Béla magyar újságíró, drámaíró († 1961)
- 1908 – Ian Fleming angol író, a „James Bond” regények szerzője († 1964)
- 1909 – Apáthi Imre Kossuth-díjas magyar színész, rendező († 1960)
- 1910 – T-Bone Walker amerikai bluesgitáros († 1975)
- 1912 – Hans Julius Zassenhaus német matematikus, az absztrakt algebra kutatója, a számítógépes algebra egyik úttörője († 1991)
- 1914 – Horváth Jenő magyar zeneszerző († 1973)
- 1923 – Ligeti György Kossuth-díjas magyar zeneszerző († 2006)
- 1925 – Bülent Ecevit török politikus, miniszterelnök († 2006)
- 1925 – Dietrich Fischer-Dieskau német operaénekes (bariton) († 2012)
- 1927 – Eddie Sachs (Edward Sachs) amerikai autóversenyző († 1964)
- 1928 – Szécsi Margit József Attila-díjas magyar költő, grafikus, illusztrátor († 1990)
- 1930 – Komáromi Tibor magyar labdarúgó († 2008)
- 1936 – Marik Miklós magyar csillagász († 1998)
- 1938 – Gruber Hugó Jászai Mari-díjas magyar bábszínész, szinkronszínész érdemes művész († 2012)
- 1938 – Eppie Wietzes (Egbert Wietzes) kanadai autóversenyző († 2020)
- 1938 – Harry Stiller brit autóversenyző († 2018)
- 1940 – Kákonyi Csilla Szervátiusz-díjas erdélyi magyar festőművész
- 1942 – Fodor Zsóka magyar színésznő
- 1944 – Rudolph W. Giuliani amerikai politikus, New York korábbi polgármestere
- 1944 – Gladys Knight amerikai pop-énekesnő
- 1944 – Jean-Pierre Léaud francia színész
- 1944 – Sondra Locke amerikai színésznő („Magányos vadász a szív”), énekesnő, filmrendező († 2018)
- 1945 – John Fogerty amerikai pop-zenész („Creedence Clearwater Revival”)
- 1947 – Leland Sklar amerikai basszusgitáros
- 1958 – Fehér Anna magyar színművésznő
- 1968 – Kylie Minogue ausztráliai énekesnő, színésznő
- 1969 – Némedi Árpád magyar színész
- 1972 – Kovács Antal magyar közgazdász, cselgáncsozó olimpiai- és világbajnok
- 1974 – Ferencz Bálint magyar színész
- 1976 – Sztankay Orsolya magyar színésznő
- 1978 – Magala Ronnie magyar-ugandai zeneszerző
- 1980 – Mark Feehily ír énekes, a Westlife együttes tagja
- 1981 – Talmácsi Gábor magyar gyorsasági motoros versenyző
- 1984 – Fejszés Attila magyar színész
- 1986 – Joseph Cross amerikai színész
- 1988 – Póti Krisztián magyar labdarúgó
- 1988 – Carmen Jordá spanyol autóversenyző
- 1992 – Huang Csiu-suang kínai tornász
- 1995 – Lukas Gage amerikai színész
- 1999 – Cameron Boyce amerikai színész († 2019)

## Halálozások
- 1805 – Luigi Boccherini olasz zeneszerző és virtuóz csellista (* 1743)
- 1872 – Zsófia Friderika bajor királyi hercegnő (* 1805)
- 1910 – Mikszáth Kálmán magyar író, újságíró, országgyűlési képviselő (* 1847)
- 1912 – Paul Émile Lecoq de Boisbaudran francia kémikus a gallium, a szamárium és a diszprózium felfedezője (* 1838)
- 1935 – Garami Ernő műszerész, szociáldemokrata politikus, az MSZDP vezetője, miniszter (* 1876)
- 1962 – Sennyei Vera, magyar színésznő, érdemes művész (* 1915)
- 1971 – Jean Vilar francia színész (* 1912)
- 1972 – VIII. Eduárd brit király (* 1894)
- 1974 – Sztehlo Gábor evangélikus lelkész, a Gaudiopolis alapítója (* 1909)
- 1985 – Bud Clemons amerikai autóversenyző (* 1919)
- 2008 – Sven Davidson svájci teniszező (* 1928)
- 2009 – Korkes Zsuzsanna Katalin magyar muzeológus, néprajzkutató és kultúrantropológus (* 1954)
- 2015 – Trogmayer Ottó Széchenyi-díjas magyar muzeológus, régész, egyetemi tanár (* 1934)
- 2017 – Varga László erdélyi református lelkész (* 1928)
- 2018 – Yves de Daruvar magyar származású francia katonatiszt, köztisztviselő, a francia ellenállás közismert alakja (* 1921)
- 2022 – Haumann Péter Kossuth-díjas magyar színművész, a nemzet színésze (* 1941)

## Nemzeti ünnepek, emléknapok, világnapok
- Azerbajzsáni Köztársaság - Nemzeti ünnepe -  a köztársaság napja, 1918
- Etióp Szövetségi Demokratikus Köztársaság - Nemzeti ünnepe - a győzelem napja 1991